# Сахоненки
Сахоне́нки (біл. Сахоненкі) — село в Вітебській області Білорусі, в Шумілінському району.
Село розташоване за 5 км на захід від районного центру. Підпорядковане Ловжанській сільраді.
Територія села відносяться до Ловжанського радгоспу, який спеціалізується на рослинництві.
| Білорусь | Це незавершена стаття з географії Білорусі. Ви можете допомогти проєкту, виправивши або дописавши її. |